# Mathieu Bihet
Mathieu Bihet (ur. 7 lipca 1991 w Liège) – belgijski i waloński polityk oraz samorządowiec, parlamentarzysta, od 2025 minister w rządzie federalnym.

## Życiorys
Z wykształcenia prawnik, ukończył studia na Uniwersytecie w Liège. Zaangażował się w działalność polityczną w ramach Ruchu Reformatorskiego. W latach 2015–2019 kierował organizacją młodzieżową tego ugrupowania, a w 2020 objął funkcję delegata generalnego MR. W 2012 został członkiem rady miejscowości Neupré, w 2017 dołączył do jej władz wykonawczych. W 2020 i w latach 2022–2024 zasiadał w Izbie Reprezentantów, zastępując innych deputowanych. Wkrótce po kolejnych wyborach z 2024 ponownie objął mandat w niższej izbie federalnego parlamentu (również jako zastępca wybranego posła).
W lutym 2025 wszedł w skład nowego rządu federalnego, na czele którego stanął Bart De Wever; powierzono mu w nim funkcję ministra energii.